# Cândești, Buzău
Cândești este un sat în comuna Vernești din județul Buzău, Muntenia, România.
Satul Cândești este atestat la 1580, prin unele acte de proprietate ale epocii, pe moșia familiei Cândeștilor. Pe la 1820, hatmanul Mihăiță Filipescu a ajuns proprietar al unei părți din moșia Cândeștilor și a adus aici țărani din alte sate, înființând un sat cu numele de Cândeștii de Jos (sau Filipești), în care a și zidit o biserică la 1825. Satul mai vechi a luat numele de Cândeștii de Sus (sau Slobozia Ghicăi). La sfârșitul secolului al XIX-lea, cele două sate făceau parte din comuna Cândești (în plasa Sărata, județul Buzău), a cărei reședință era satul Cândeștii de Sus și din care mai făcea parte și satul Sătuc (actualmente în comuna Berca). În Cândeștii de Sus erau 216 case în care trăiau 1100 de locuitori, în vreme ce la Cândeștii de Jos trăiau 440 de locuitori în 94 de case. În total, comuna avea 1840 de locuitori și în ea funcționau 2 școli, având în total 113 elevi (din care 35 de fete), și 3 biserici.
În 1925, comuna Cândești avea 1800 de locuitori și făcea parte din plasa Nișcov a aceluiași județ. În 1950, a fost inclusă în raionul Buzău al regiunii Buzău și apoi (după 1952) al regiunii Ploiești. Comuna a fost desființată în 1968, când satul Sătuc a fost transferat comunei Berca,iar satele Cândeștii de Jos și Cândeștii de Sus, unite atunci sub numele de Cândești au fost trecute la comuna Vernești din nou-reînființatul județ Buzău.